# Panagropsis humerata
Panagropsis humerata är en fjärilsart som beskrevs av Walker 1861. Panagropsis humerata ingår i släktet Panagropsis och familjen mätare. Inga underarter finns listade i Catalogue of Life.